# خوزه خوزه
خوزه رملو سوسا اورتیز (زاده ۱۷ فوریهٔ ۱۹۴۸ - درگذشته ۲۸ سپتامبر ۲۰۱۹) خواننده و بازیگر مکزیکی بود. او حرفه موسیقی را در اوایل نوجوانی و با نواختن گیتار آغاز کرد. نام هنری او خوزه خوزه بود. او علاوه بر خوانندگی، گیتار بیس و کنترباس نیز می‌نواخت. وی موفقیت خود را در اوایل دهه ۱۹۷۰ و با خواندن آهنگ El Triste پیدا کرد. آلبوم سال ۱۹۸۳ او بیش از ۷ میلیون بار به فروش رسید. او برندهٔ بسیاری از جوایز بین‌المللی شد و چندین بار نامزد جایزه گرمی شده‌است.
از فیلم‌هایی که وی در آن‌ها نقش داشته‌است، می‌توان به دیسکوی عشق اشاره نمود.